# Song (Staat)

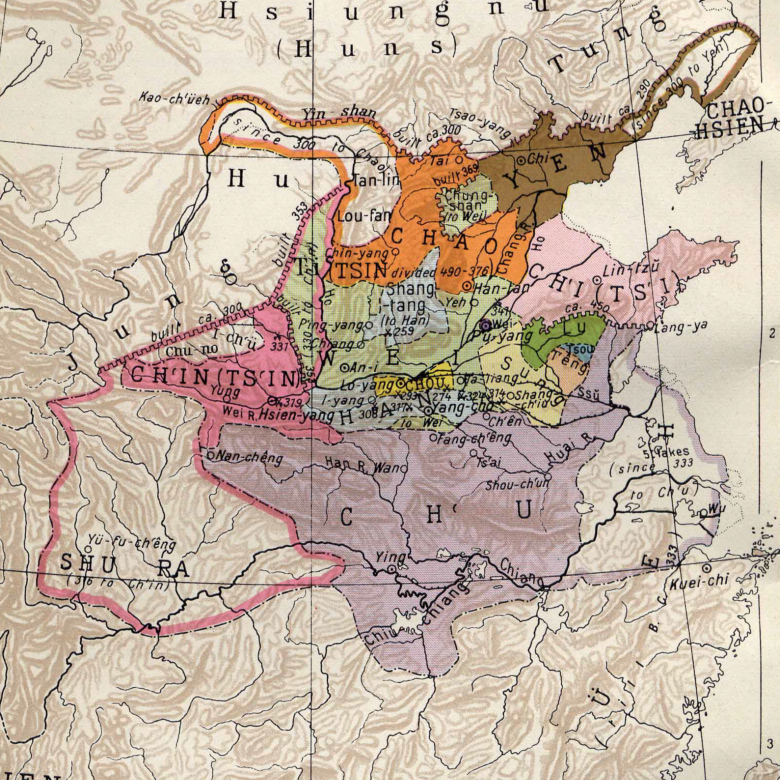
Staaten der Zeit der streitenden Reiche

Der Staat Song (chinesisch 宋, Pinyin Sòng, W.-G. Sung) war ein kleiner Staat in der Zentralregion Nordchinas in der westlichen Zhou-Dynastie, der Zeit der Frühlings- und Herbstannalen und der Zeit der streitenden Reiche. Seine Hauptstadt war Shangqiu (商丘).
Er wurde im 11. vorchristlichen Jahrhundert gegründet, nachdem der Herzog von Zhou (周公) die Rebellion des Wu Geng (武庚) unterdrückt hatte. 
286 v. Chr. wurde Song von  Qin annektiert.
Der Dichterphilosoph Zhuangzi und sein Freund, der Logiker Hui Shi, stammten von hier.